# خليل حميد باشا
خليل حميد باشا (بالتركية: Halil Hamid Paşa)‏ كان الصدر الأعظم للدولة العثمانية في الفترة ما بين 31 ديسمبر 1782م حتى 30 أبريل 1785م. أُعدم سنة 1785م.

## حياته
وُلِد عام 1736 في إسبرطة. كان والده "غوزجو أوغلو علي آغا"، ووالدته "زينب هانم". انتقل في سن صغيرة إلى إسطنبول حيث بدأ العمل ككاتب، ثم التحق بسلك البيلكجي حيث اكتسب خبرة واسعة. أثناء خدمته في باباداغ، حصل على رتبة مدرس في ديوان همايون.
في عام 1782، بعد عزل سيد محمد باشا يكن، تولّى منصب الصدارة العظمى بترشيح من محمد باشا السلحدار. خلال ولايته، حاول إصلاح الإنكشارية وتقليص نفوذها، كما سعى إلى تعزيز العلاقات مع فرنسا واستقطاب الخبراء العسكريين لإجراء إصلاحات عسكرية. وقد عُرف كصدر أعظم قوي ومصلح.
لكن سرعان ما تزايدت الضغوط من معارضيه، مما أدى إلى سخط السلطان عبد الحميد الأول عليه، فتمت إقالته بتهمة الفساد والتخطيط لانقلاب. نُفي إلى غاليبولي، لكن بعد أيام قليلة نُقل إلى بوزكادا حيث أُعدم بقطع رأسه. دُفن جسده في بوزكادا، بينما نُقل رأسه إلى إسطنبول ودُفن في مقبرة كراجة أحمد.
بكى عليه السلطان عبد الحميد الأول، وهو الجد الأكبر لـكمال درويش، الذي شغل منصب وزير الدولة للشؤون الاقتصادية في حكومة بولنت أجاويد.
انظر أيضا
- فيلق الخمبرجية.